# Decathlon AG2R La Mondiale Team/2025
Deze pagina geeft een overzicht van de UCI World Tour wielerploeg Decathlon-AG2R La Mondiale in 2025.

## Algemeen
Algemeen manager: Dominique Serieys
Teammanager: Sébastien Joly
Ploegleiders: Alexandre Abel, Stephen Barrett, Laurent Biondi, Luc Cheilan, Cyril Dessel, Kevin Fouache, David Giraud, Stéphane Goubert, Nicolas Guille, Didier Jannel, Julien Jurdie, Artūras Kasputis, Jean-Baptiste Quiclet, Luke Rowe
Fietsmerk: Van Rysel
Kleding: Rosti

## Renners
| Naam                    | Geboortedatum | Nationaliteit | Ploeg 2024                                  |
| ----------------------- | ------------- | ------------- | ------------------------------------------- |
| Bruno Armirail          | 11-04-1994    | Frankrijk     |                                             |
| Sam Bennett             | 16-10-1990    | Ierland       |                                             |
| Clément Berthet         | 02-08-1997    | Frankrijk     |                                             |
| Léo Bisiaux             | 14-02-2005    | Frankrijk     | Decathlon AG2R La Mondiale Development Team |
| Stefan Bissegger        | 13-09-1998    | Zwitserland   | EF Education-EasyPost                       |
| Geoffrey Bouchard       | 01-04-1992    | Frankrijk     |                                             |
| Oscar Chamberlain       | 15-01-2005    | Australië     | Decathlon AG2R La Mondiale Development Team |
| Benoît Cosnefroy        | 17-10-1995    | Frankrijk     |                                             |
| Dries De Bondt          | 04-07-1991    | België        |                                             |
| Sander De Pestel        | 11-10-1998    | België        |                                             |
| Stan Dewulf             | 20-12-1997    | België        |                                             |
| Felix Gall              | 27-02-1998    | Oostenrijk    |                                             |
| Pierre Gautherat        | 16-01-2003    | Frankrijk     |                                             |
| Dorian Godon            | 25-05-1996    | Frankrijk     |                                             |
| Tord Gudmestad          | 8-05-2001     | Noorwegen     | Uno-X Mobility                              |
| Noa Isidore             | 17-09-2004    | Frankrijk     | Decathlon AG2R La Mondiale Development Team |
| Jordan Labrosse         | 15-09-2002    | Frankrijk     |                                             |
| Victor Lafay            | 17-01-1996    | Frankrijk     |                                             |
| Paul Lapeira            | 25-02-2000    | Frankrijk     |                                             |
| Oliver Naesen           | 16-09-1990    | België        |                                             |
| Aurélien Paret-Peintre  | 27-02-1996    | Frankrijk     |                                             |
| Rasmus Søjberg Pedersen | 9-07-2002     | Denemarken    | Decathlon AG2R La Mondiale Development Team |
| Nans Peters             | 12-03-1994    | Frankrijk     |                                             |
| Gianluca Pollefliet     | 28-01-2002    | België        |                                             |
| Nicolas Prodhomme       | 01-02-1997    | Frankrijk     |                                             |
| Callum Scotson          | 10-08-1996    | Australië     | Team Jayco AlUla                            |
| Paul Seixas             | 24-09-2006    | Frankrijk     | Decathlon AG2R La Mondiale U19 Team         |
| Johannes Staune-Mittet  | 18-01-2002    | Noorwegen     | Team Visma-Lease a Bike                     |
| Bastien Tronchon        | 29-03-2002    | Frankrijk     |                                             |
| Andrea Vendrame         | 20-07-1994    | Italië        |                                             |

### Vertrokken
| Renner                 | Geboortedatum | Nationaliteit    | Ploeg 2025                 |
| ---------------------- | ------------- | ---------------- | -------------------------- |
| Alex Baudin            | 25-05-2001    | Frankrijk        | EF Education-EasyPost      |
| Edvald Boasson Hagen   | 17-05-1987    | Noorwegen        | Gestopt                    |
| Franck Bonnamour       | 20-06-1995    | Frankrijk        | Gestopt                    |
| Jaakko Hänninen        | 16-04-1997    | Finland          | Nice Métropole Côte d'Azur |
| Ben O'Connor           | 25-11-1995    | Australië        | Team Jayco AlUla           |
| Valentin Paret-Peintre | 14-01-2001    | Frankrijk        | Soudal Quick-Step          |
| Valentin Retailleau    | 18-06-2000    | Frankrijk        | TotalEnergies              |
| Damien Touzé           | 07-07-1996    | Frankrijk        | Cofidis                    |
| Larry Warbasse         | 28-06-1990    | Verenigde Staten | Tudor Pro Cycling Team     |

## Overwinningen
| Nationale kampioenschappen wielrennen Frankrijk - tijdrit: Bruno Armirail Frankrijk - weg: Dorian Godon Ronde van de Provence 1e etappe: Sam Bennett 3e etappe: Sam Bennett Ruta del Sol Ploegenklassement: *1) Ronde van de Alpes-Maritimes 2e etappe: Dorian Godon Tirreno-Adriatico 3e etappe: Andrea Vendrame Région Pays de la Loire Tour 1e etappe: Sam Bennett 3e etappe: Sam Bennett Puntenklassement: Sam Bennett | Ronde van het Baskenland Bergklassement: Bruno Armirail Ronde van de Alpen 5e etappe: Nicolas Prodhomme Puntenklassement: Paul Seixas Ronde van de Finistère Aubin Sparfel Grote Prijs van de Morbihan Benoît Cosnefroy Tro Bro Léon Bastien Tronchon Vierdaagse van Duinkerke 3e etappe: Pierre Gautherat Ronde van Italië 19e etappe: Nicolas Prodhomme | Critérium du Dauphiné Bergklassement: Bruno Armirail Route d'Occitanie 3e etappe: Nicolas Prodhomme Eindklassement: Nicolas Prodhomme Ronde van Polen 2e etappe: Paul Lapeira Ronde van de Ain 2e etappe: Nicolas Prodhomme Puntenklassement: Nicolas Prodhomme Ronde van Burgos 3e etappe: Léo Bisiaux Polynormande Nicolas Prodhomme |

*1) Ploeg Ruta del Sol: Berthet, Dewulf, Labrosse, Naesen, Prodhomme, Scotson, Staune-Mittet
2000 · 2001 · 2002 · 2003 · 2004 · 2005 · 2006 · 2007 · 2008 · 2009 · 2010 · 2011 · 2012 · 2013 · 2014 · 2015 · 2016 · 2017 · 2018 · 2019 · 2020 · 2021 · 2022 · 2023 · 2024 · 2025
Alpecin-Deceuninck · Arkéa-B&B Hotels · Bahrain Victorious · Cofidis · Decathlon AG2R La Mondiale Team · EF Education-EasyPost · Groupama-FDJ · INEOS Grenadiers · Intermarché-Wanty · Lidl-Trek · Movistar Team · Red Bull-BORA-hansgrohe · Soudal Quick-Step · Jayco AlUla · Team Picnic PostNL · UAE Team Emirates-XRG · Visma-Lease a Bike · XDS Astana Team